# 14. Panzergrenadierdivision (Bundeswehr)
Die 14. Panzergrenadierdivision „Hanse“ (14. PzGrenDiv)  war ein Großverband des deutschen Heeres mit Sitz in Neubrandenburg, die von 1990 bis 2008 bestand. Die Division war in den deutschen Küstenländern Schleswig-Holstein und Mecklenburg-Vorpommern stationiert und dem Multinationalen Korps Nord-Ost in Stettin (Polen) unterstellt.

## Auftrag
Die Division erfüllte ein breites Aufgabenspektrum. Neben dem Ausbildungsauftrag der Grundwehrdienstleistenden, der Soldaten auf Zeit und Berufssoldaten plante und führte die Division nationale und multinationale Großverbände unter anderem im Rahmen von UN-Friedensmissionen, des NATO-Bündnisses und der Landesverteidigung.

## Verbandsabzeichen und Motto
Das Verbandsabzeichen der 14. Panzergrenadierdivision „Hanse“ zeigte den Märkischen Adler, der allerdings wie der Preußische Adler schwarz gehalten war, auf gelb-rot-weiß-blauem Grund. Die Farben standen für die Bundesländer Schleswig-Holstein, Mecklenburg-Vorpommern und Brandenburg, in denen die Verbände der Division ursprünglich stationiert waren. Es entsprach dem Verbandsabzeichen des Wehrbereichskommandos VIII / 14. Panzergrenadierdivision.
Das Motto der Division war zuletzt „Für den Einsatz ausbilden, im Einsatz bestehen“. Sie selbst bezeichnete sich auch als „Das Heer im Norden“.

## Gliederung

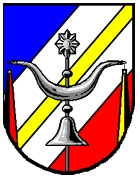
Wappen des ehemals unterstellten Heeresmusikkorps 14

Die Division bestand zuletzt nur noch aus ihrem Stab und der Stabskompanie:
- Stab und Stabskompanie 14. Panzergrenadierdivision (Neubrandenburg)

## Geschichte

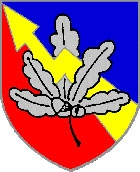
Internenes Verbandsabzeichen des Fernmeldebataillons 801 (nicht mehr unterstellt)

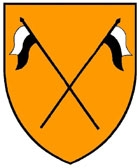
Internenes Verbandsabzeichen des Panzeraufklärungsbataillons 6 (nicht mehr unterstellt)

Die Division ging 1990 aus den Divisionen des Militärbezirks V der Nationalen Volksarmee (NVA) hervor. Die 8. Motorisierte Schützendivision, die 9. Panzerdivision und die 1. Motorisierte Schützendivision der NVA wurden dazu aufgelöst und die Heimatschutzbrigaden 40, 41 und 42 neu aufgestellt. 1991 wurden die Truppen zur Division/Wehrbereichskommando VIII zusammengefasst und der Schützenpanzer vom Typ Marder in die Division eingeführt.
1995 erhielt die Division den Namen Wehrbereichskommando VIII/14. Panzergrenadierdivision und die Heimatschutzbrigaden wurden in Panzer- und Panzergrenadierbrigaden (Panzergrenadierbrigade 40, Panzergrenadierbrigade 41, Panzerbrigade 42) umbenannt. 1997 wurde die Panzerbrigade 42 aus Potsdam der 13. Panzergrenadierdivision unterstellt. Im Gegenzug erhielt die 14. Panzergrenadierdivision die Panzerbrigade 18 „Holstein“ aus Neumünster. Die Division erhielt 1997 ihren letztmaligen Namen, ab 1998 um den Beinamen „Hanse“ ergänzt. Am 1. Dezember 1998 wurde eine Patenschaft mit der Stadt Neubrandenburg geschlossen.
2001 wurde die Panzergrenadierbrigade 40 „Mecklenburg“ aufgelöst. Im Zuge der geplanten Auflösung der Division wurde die Panzergrenadierbrigade 41 im Jahr 2007 der 13. Panzergrenadierdivision in Leipzig unterstellt und weitere Truppenteile aufgelöst. 2008 wurden weitere Divisionstruppen abgegeben: Dazu zählten das Aufklärungsbataillon 6 (zur Panzergrenadierbrigade 41 inklusive truppendienstlich unterstellter Einheiten wie der Panzeraufklärungskompanien 70 und 400 aus Eutin), das Fernmeldebataillon 801 (zur Panzergrenadierbrigade 41) und das Fernmeldebataillon 610 (Verlegung nach Prenzlau, endgültige Unterstellung zum Multinationales Korps Nord-Ost in Stettin, truppendienstliche Führung dann durch Heeresführungskommando). Das bis zum 2. Mai 2008 unterstellte Heeresmusikkorps 14 aus Neubrandenburg wechselte als Wehrbereichsmusikkorps I zur Streitkräftebasis (Wehrbereichskommando I – Küste). Die Panzerbrigade 18 in Boostedt wurde am 19. Juni 2008 offiziell außer Dienst gestellt.
Letzter Kommandeur der Division war Brigadegeneral Peter Goebel. Die Auflösung der Division wurde Ende 2008 befohlen, nachdem sie bereits am 4. Juli 2008 mit einem Großen Zapfenstreich in Neubrandenburg feierlich verabschiedet wurde.

### Unterstellte Truppenteile der 14. Panzergrenadierdivision 1999
In Friedenszeiten gehörten rund 19.000 Soldaten und zivile Angehörige der Bundeswehr dem Großverband an, zuzüglich rund 14.000 Reservisten.
Unterstellte Großverbände:
- Panzerbrigade 18 „Holstein“ aus Neumünster,
- Panzergrenadierbrigade 40 aus Schwerin,
- Panzergrenadierbrigade 41 aus Eggesin,
- Pionierbrigade 80 aus Storkow (Mark)

Divisionstruppen:
- Artillerieregiment 14 aus Karpin (bei Eggesin)
- Logistikregiment 14 aus Demen
- Gemischtes Flugabwehrlehrregiment 600 aus Rendsburg
- Sanitätsregiment 6 aus Breitenburg
- Heeresmusikkorps 14 aus Neubrandenburg
- St/FmBtl 801 Fünfeichen/Neubrandenburg

### Ausrüstung 1999
- ca. 265 Kampfpanzer der Typen Leopard 1 und Leopard 2
- ca. 265 Schützenpanzer vom Typ Marder
- 80 Flugabwehrkanonenpanzer Gepard und Flugabwehrraketensystem Roland
- 50 Spähpanzer vom Typ Luchs
- 100 Panzerhaubitzen vom Typ M109 und Feldhaubitzen vom Typ FH155-1
- 30 Raketenwerfer MARS und LARS
- 20 Jagdpanzer vom Typ Jaguar
- 20 Minenwurfsystem Skorpion
- Pioniererkundungs- und Transportpanzer Fuchs
- Panzerschnellbrücken
- Panzerabwehrraketensystem MILAN
- Einführung Panzerhaubitze 2000

### Einsätze
1997/1998 war die Division am 4. SFOR-Kontingent in Bosnien und Herzegowina beteiligt. 1999 wurden Truppen der Division in den Kosovo verlegt (2. deutsches Einsatzkontingent KFOR). 2001 folgte ein SFOR/KFOR-Einsatz auf dem Balkan (3. Einsatzkontingent SFOR / KFOR), im August 2002 folgte Unterstützung der Helfer bei der Jahrhundertflut. 2003 und 2004 war die Division in Teilen auf dem Balkan und in Afghanistan (ISAF) im Einsatz. Weiterhin war 14. PzGrenDiv. im Kosovo 01/06 bis 05/06 (13.GECONKFOR) sowie in Afghanistan im Einsatz.

## Kommandeure
Die 14. Panzergrenadierdivision hatte folgende Kommandeure:
| Nr. | Name                                  | Beginn der Berufung | Ende der Berufung  |
| --- | ------------------------------------- | ------------------- | ------------------ |
| 1   | Generalmajor Ruprecht Haasler         | 3. Oktober 1990     | 30. September 1994 |
| 2   | Generalmajor Hans-Peter von Kirchbach | 1. Oktober 1994     | 1998               |
| 3   | Generalmajor Friedrich Riechmann      | 1998                | Januar 2001        |
| 4   | Generalmajor Wolfgang Korte           | Januar 2001         | 1. September 2002  |
| 5   | Generalmajor Christian Trull          | 1. September 2002   | Januar 2005        |
| 6   | Generalmajor Günter Weiler            | Januar 2005         | April 2006         |
| 7   | Generalmajor Bruno Kasdorf            | Mai 2006            | 14. Dezember 2006  |
| 8   | Brigadegeneral Peter Goebel           | 15. Dezember 2006   | bis Auflösung      |